# محوطه هوشیار چله ۱
محوطه هوشیار چله ۱ مربوط به دوره اشکانیان - سده‌های میانه دوران‌های تاریخی پس از اسلام است و در شهرستان گیلانغرب، بخش مرکزی، دهستان چله، جنوب روستای هوشیار چله واقع شده و این اثر در تاریخ ۲۶ اسفند ۱۳۸۷ با شمارهٔ ثبت ۲۵۴۸۵ به‌عنوان یکی از آثار ملی ایران به ثبت رسیده است.